# لوسيوس ريتشارد أوبراين
لوسيوس ريتشارد أوبراين هو مهندس ورسام كندي، ولد في 15 أغسطس 1832 في أورو-ميدونت في كندا، وتوفي في 13 ديسمبر 1899 في تورونتو في كندا.